# 香川県道132号田面入野山線
香川県道132号田面入野山線（かがわけんどう132ごう たづらにゅうのやません）は、香川県さぬき市から東かがわ市に至る一般県道である。

## 概要

### 路線データ
- 起点：さぬき市大川町田面（香川県道10号高松長尾大内線旧道交点）
- 終点：東かがわ市入野山（国道377号交点）
- 総延長：6.437 km

## 歴史
- 1958年（昭和33年） - 田面白鳥線（たづらしろとりせん）として指定。
- 2003年（平成15年）4月1日 - 白鳥町廃止、東かがわ市発足に伴い、路線名を田面入野山線に変更。

## 地理

### 通過する自治体
- さぬき市
- 東かがわ市

### 交差する道路
| 交差する道路                      | 市町村名   | 交差する場所 | 交差する場所 |
| --------------------------------- | ---------- | ------------ | ------------ |
| 香川県道10号高松長尾大内線 / 旧道 | さぬき市   | 大川町田面   | 起点         |
| 香川県道129号水主三本松線         | 東かがわ市 | 水主         |              |
| 国道377号                         | 東かがわ市 | 入野山       | 終点         |

### 沿線
- 大内ダム